# Biathlon-Weltcup 2025/26
Der Biathlon-Weltcup (offiziell: BMW IBU World Cup Biathlon) soll zwischen dem 29. November 2025 und dem 22. März 2026 zum 49. Mal ausgetragen werden.
Saisonhöhepunkt sollen die Olympischen Winterspiele 2026 im italienischen Antholz sein, deren Ergebnisse nicht mit in die Weltcupwertungen (ausgenommen Nationenwertung) einfließen.
Titelverteidiger der Gesamtweltcupwertung sind der Norweger Sturla Holm Lægreid und die Deutsche Franziska Preuß.
Unterhalb des Weltcups ist der IBU-Cup 2025/26 als zweithöchste Wettkampfserie des Winters angesiedelt.

## Übersicht

### Wettkampfkalender
| Le Grand-Bornand |

| Kontiolahti |

| Oberhof |

| Oslo |

|  |

|  |

| Nové Město |

| Östersund |

| Otepää |

| Le Grand-Bornand |

| Kontiolahti |

| Oberhof |

| Oslo |

|  |

|  |

| Nové Město |

| Östersund |

| Otepää |

| Hochfilzen |

| Ruhpolding |

| Hochfilzen |

| Ruhpolding |

| #                                                                 | Datum                      | Land        | Ort                     | Wettkampfstätte                          | Ez | Sp | Vf | Ms | St | MS | SMS |
| ----------------------------------------------------------------- | -------------------------- | ----------- | ----------------------- | ---------------------------------------- | -- | -- | -- | -- | -- | -- | --- |
| 1                                                                 | 29. November – 7. Dezember | Schweden    | Östersund               | Östersunds skidstadion                   | ●  | ●  | ●  |    | ●  | ●  | ●   |
| 2                                                                 | 8.–14. Dezember            | Österreich  | Hochfilzen              | Langlauf- und Biathlonzentrum Hochfilzen |    | ●  | ●  |    | ●  |    |     |
| 3                                                                 | 15.–21. Dezember           | Frankreich  | Annecy-Le Grand-Bornand | Stade de Biathlon Sylvie Becaert         |    | ●  | ●  | ●  |    |    |     |
| 4                                                                 | 5.–11. Januar              | Deutschland | Oberhof                 | Lotto Thüringen Arena am Rennsteig       |    | ●  | ●  |    | ●  |    |     |
| 5                                                                 | 12.–18. Januar             | Deutschland | Ruhpolding              | Chiemgau-Arena                           |    | ●  | ●  |    | ●  |    |     |
| 6                                                                 | 19.–25. Januar             | Tschechien  | Nové Město na Moravě    | Vysočina Arena                           | ●  |    |    | ●  |    | ●  | ●   |
| 6. bis 22. Februar 2026 – Olympische Winterspiele 2026 in Antholz |                            |             |                         |                                          |    |    |    |    |    |    |     |
| 7                                                                 | 2.–8. März                 | Finnland    | Kontiolahti             | Kontiolahden ampumahiihtokeskus          | ●  |    |    | ●  | ●  |    |     |
| 8                                                                 | 9.–15. März                | Estland     | Otepää                  | Tehvandi spordikeskus                    |    | ●  | ●  |    |    | ●  | ●   |
| 9                                                                 | 16.–22. März               | Norwegen    | Oslo                    | Holmenkollen skistadion                  |    | ●  | ●  | ●  |    |    |     |
| Anzahl                                                            | Anzahl                     | Anzahl      | Anzahl                  | Anzahl                                   | 3  | 7  | 7  | 4  | 5  | 3  | 3   |

Abkürzungen der Disziplinen: Ez: Einzel, Sp: Sprint, Vf: Verfolgung, Ms: Massenstart, St: Staffel, MS: Mixed-Staffel, SMS: Single-Mixed-Staffel

### Startquoten
Die besten 25 Nationalverbände des Vorjahres im Weltcup erhalten feste Startquoten. Zusätzlich werden acht Wildcards an Verbände vergeben, die keine feste Startquote haben. Dabei werden maximal zwei Wildcards pro Verband und Geschlecht anhand der IBU-Qualifikationspunkteliste vergeben. Diese sind jeweils nur für ein einzelnes Trimester (drei Weltcups) gültig.

#### Startquoten der Männer
- 6 Starter:  Frankreich,  Norwegen,  Schweden,  Deutschland,  Italien
- 5 Starter:  Schweiz,  Tschechien,  Ukraine↑,  Slowenien,  Finnland
- 4 Starter:  Österreich↓,  Vereinigte Staaten,  Belgien↑,  Polen,  Bulgarien↑,  Estland,  Rumänien
- 3 Starter:  Lettland↓,  Litauen,  Kanada,  Kasachstan↓,  Moldau,  Slowakei↑
- 2 Starter:  Kroatien↑↑,  China↑↑
- 0 Starter:  Südkorea↓↓↓,  Japan↓↓

#### Startquoten der Frauen
- 6 Starterinnen:  Frankreich,  Schweden,  Deutschland,  Norwegen,  Schweiz↑
- 5 Starterinnen:  Italien↓,  Österreich,  Ukraine,  Tschechien,  Finnland↑
- 4 Starterinnen:  Polen↓,  Slowenien,  Estland,  Slowakei↑,  Bulgarien,  Kanada,  Belgien↑
- 3 Starterinnen:  Lettland↓,  Vereinigte Staaten↓,  Litauen,  Rumänien,  Kasachstan,  Moldau
- 2 Starterinnen:  China↑↑,  Südkorea
- 0 Starterinnen:  Kroatien↓↓

Die Pfeile zeigen die Zugewinne (↑) beziehungsweise Verluste (↓) von Startplätzen im Vergleich zur Vorsaison an.

#### Sonderregelungen
Die Vorjahressieger der Weltcup-Gesamtwertung erhalten erstmals ein persönliches Startrecht für die ersten beiden Weltcups der Saison. Norwegen kann daher mit Sturla Holm Lægreid sieben Athleten und Deutschland mit Franziska Preuß sieben Athletinnen in Östersund und Hochfilzen an den Start bringen.
Zusätzlich erhalten wie in den Vorsaisons die Verbände der Vorjahresgesamtsieger des IBU-Cups ebenfalls einen zusätzlichen Startplatz für die ersten beiden Weltcups der Saison, wobei dies nur gilt, wenn der Verband nicht bereits den Gesamtweltcupsieger des Vorjahres stellt. Frankreich kann daher sieben Athletinnen in Östersund und Hochfilzen an den Start bringen, Norwegen jedoch nicht acht Athleten.
Für den letzten Weltcup der Saison vergibt die IBU zusätzliche Startquoten. Jede Nation erhält pro Athlet unter den besten zehn der Gesamtwertung des IBU-Cups des abgeschlossenen Jahres einen zusätzlichen Quotenplatz. Diese Quotenplätze sind auf zwei pro Nation begrenzt und sind nicht personengebunden. Zudem erhält der Juniorenwettkämpfer, der bei den Juniorenweltmeisterschaften der laufenden Saison die höchste Punktzahl erzielt hat, eine weitere, persönliche Startquote.